# Anja Klafki
Anja Klafki (* 1967 in Eckernförde) ist eine deutsche Künstlerin im Bereich Druckgrafik, Zeichnung und Installation. 

## Leben und Wirken
Anja Klafki studierte bei den Professoren Fritz Bauer und Ekkehard Thieme Freie Grafik an der Muthesius Kunsthochschule in Kiel, 1999 war sie 1. Preisträgerin der Ausstellung "Expressions of Youth", Dedalo Arte, Urbino/Italien und hatte 1999 bis 2000 einen Lehrauftrag an der Christian-Albrechts-Universität zu Kiel inne.
Klafki lebt und arbeitet in Stuttgart.

## Einzelausstellungen
- 1997 Händewerk, Brunswiker Pavillon, Kiel
- 1998 Atelier Anders Petersen, Elmshorn
- 1999 Kunstverein Kettenwerk, Hamburg
- 2000 Atelier Anders Petersen, Elmshorn
- 2001 Galerie Eredi De Napoli, Terlizzi, Italien
- 2002 Galerie Lüth, Halebüll
- 2003 Kölner Graphikwerkstatt, Köln, gemeinsam mit Jutta Vollmer
- 2004 Visuellness, Umtrieb – Galerie für aktuelle Kunst, Kiel
- 2005 Land, Torhaus Landeskulturzentrum Salzau, Salzau
- 2007 Mehr Blau für Shackleton, Galerie Salzau Umtrieb, Salzau
- 2008 Expeditionen, Ostholstein-Museum, Eutin
- 2009 Landen, Kunst- und Kulturstiftung Stadt Donzdorf, Donzdorf
- 2009 Crossing, Umtrieb – Galerie für aktuelle Kunst, Kiel und Galerie Koch-Westenhoff, Lübeck
- 2009 Ashore, Galerie im Georgshof/Alfred Toepfer Stiftung F.V.S., Hamburg
- 2010 Neue Arbeiten, Galerie Lüth, Halebüll
- 2010 Terra Cognita, Landesarchiv Baden-Württemberg, Ludwigsburg

## Ausstellungsbeteiligungen
- 1992 11. Bundeswettbewerb "Kunststudenten stellen aus", Bonn/Leipzig
- 1997 "Foyer Junge Kunst", Vereins- und Westbank, Flensburg (Doppelausstellung) Deutsche Zentralbücherei, Apenrade, Dänemark
- 1998 Werkstattgalerie am Güterbahnhof, Bremen (DA)
- 1999 Galerie Lüth, Halebüll (DA)
- 1999 "Das Bild des Nordens", Hanse Office, Brüssel, Belgien
- 1999 "Endzeitstimmung", Stiftung Schleswig-Holsteinische Landesmuseen, Schleswig
- 1999 "Klassentreffen III", Landeskulturzentrum, Salzau
- 1999 "Expressions of Youth", Rampa die Francesco die Giorgio Martini, Urbino, Italien
- 1999/2000 "3rd Egyptian International Print Triennale 1999", Gizeh, Ägypten
- 2000 "Kiel-Saarbrücken", Saarländisches Künstlerhaus, Saarbrücken
- 2000 "Plastische Grafik", Kunsthalle Mannheim
- 2000 Sonderausstellung Museum Eckernförde (DA)
- 2001 "Paarweise", Brunswiker Pavillon, Kiel
- 2001 Kulturmodell Bräugasse, Passau
- 2002 Museum für Kunst und Geschichte, Kaliningrad, Russland
- 2003 NORD-KUNST, Nordfriesisches Museum Ludwig-Nissen-Haus, Husum und Sønderjyllands Kunstmuseum, Tondern, Dänemark
- 2003 Zink Twice, Kölner Graphikwerkstatt, Köln
- 2003 Fofftein, Brunswiker Pavillon, Kiel
- 2004 NORD-KUNST, Kulturforum Burgkloster, Lübeck
- 2004 V’ Premio Internationale Per L’incisione ’Fabio Bertoni’, Pesaro, Italien
- 2004 Grafik Radikal, Stadtgalerie im Elbeforum, Brunsbüttel
- 2005 Grafik, Galerie Lüth, Halebüll
- 2005 1995/2005 10 Jahre Kölner Kunstverein, Kölner Graphikwerkstatt, Köln
- 2005 Grafik und Keramik, Museum Historisches Rathaus, Mölln
- 2006 Werkschau IV, Umtrieb Galerie für aktuelle Kunst, Kiel
- 2006 Ausblicke, Bayer Erholungshaus, Leverkusen
- 2006 Scope Miami, Florida, USA
- 2007 Besuch II, Museum Schloss Sønderborg, Dänemark
- 2007 Die Schenkung Mehlhorn, Museum der bildenden Künste, Leipzig
- 2007 Positionen, Shenzhen Art Museum, Shenzhen, China
- 2008 Sehnsucht Landschaft, Kulturstiftung Schloss Agathenburg, Agathenburg
- 2008 Scope Basel, Schweiz
- 2009 Art Vilnius, Vilnius, Litauen
- 2010 EREIGNIS DRUCKGRAPHIK 2, Leipzig
- 2010 Contemporary Print Triennal Toulouse 2010, Frankreich

## Arbeiten in öffentlichen Sammlungen
- Museum der bildenden Künste Leipzig
- Graphische Sammlung der Kunstsammlung Neubrandenburg
- Land Schleswig-Holstein
- Provinzial Versicherungen Kiel
- Graphische Sammlung der Kunsthalle zu Kiel
- HSH Bank Hamburg
- Landesbausparkasse Kiel
- Graphische Sammlung des Museums für Kunst- und Kulturgeschichte Lübeck
- Graphische Sammlung der Stiftung Schleswig-Holsteinische Landesmuseen
- Center of Modern Art Gizeh, Ägypten
- Graphische Sammlung Städtische Kunsthalle Mannheim
- Datenzentrale Schleswig-Holstein

## Bibliographie
- Ashore, Ostholstein-Museum Eutin/Umtrieb-Galerie für aktuelle Kunst, Kiel 2008
- Land, anders.art.edition, Elmshorn 2005
- Radierungen, edition galerie lüth, Pictus Verlag, Halebüll 2002
- Grafik Radikal, Stadtgalerie im Elbeforum, Brunsbüttel 2004
- Nord-Kunst – Schleswig-Holstein im 20. Jahrhundert, Uwe Haupenthal (Hg.), Wachholtz Verlag, Neumünster 2004
- Sonderausstellung, Museum Eckernförde, Uwe Beitz (Hg.), Eckernförde 2000
- Plastische Grafik, Städtische Kunsthalle Mannheim 2000